# Сосна ладанная
Сосна ладанная (лат. Pinus taeda) — вид вечнозелёных деревьев рода Сосна семейства Сосновые.

## Распространение и экология
В естественных условиях растёт в Северной Америке. Встречается на юго-востоке США вдоль Атлантического побережья от Нью-Джерси до Северной Флориды и Теннесси до высоты 450 м над уровнем моря. В пределах естественного ареала этот вид встречается, как правило, в низменностях, на сырых, болотистых почвах по долинам рек.

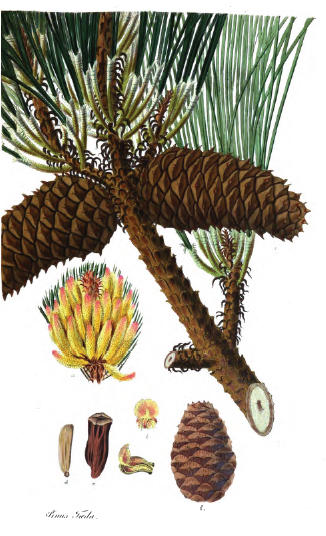
Pinus taeda. Ботаническая иллюстрация Эйлмера Бурка Ламберта из книги Description of the Genus Pinus… («Описание рода Сосна…»), 1882

## Ботаническое описание
Сосна ладанная — быстрорастущее дерево, способное к 30—40 годам достичь высоты 35 метров с диаметром ствола 1,4—1,5 метра. Хвоя тонкая, светло-зелёная, длиной 10-15 см в пучках по 3 штуки.
Шишки продолговатые, с толстыми шипами.
Значение и применение
Древесина устойчива против гниения, имеет хорошие механические свойства. Акклиматизирована во многих странах, в том числе в Абхазии (в Колхиде) и в России (в Волгоградской области).